# Jacques Santer
Jacques Santer (Wasserbillig, 18 mei 1937) is een Luxemburgs politicus van de Chrëschtlech Sozial Vollekspartei (CSV). Hij begon zijn loopbaan als advocaat. Van 1974 tot 1982 was hij partijvoorzitter.
Hij was premier van Luxemburg van 1984 tot 1995. Ook is hij minister van onder andere Financiën geweest. Eveneens was hij president van de Wereldbank van 1984 tot 1989 en bestuurder bij het Internationaal Monetair Fonds van 1991 tot 1994.
Santer werd in 1995 voorzitter van de Europese Commissie. Zijn commissie moest echter in 1999 aftreden nadat ambtenaar Paul van Buitenen een fraudezaak aan het licht bracht. Van 1999 tot 2004 was Santer lid van het Europees Parlement.
Jacques Santer is thans minister van Staat van Luxemburg en voorzitter van de Fondation du Mérite Européen, een stichting die bijdraagt aan versterking van het Europees bewustzijn in verband met de werkelijke realisering van een Europese Unie en die onderscheidingen toekent aan personen en instellingen die zich verdienstelijk hebben gemaakt voor de Europese samenwerking.
Gaspard-Théodore-Ignace de la Fontaine · Jean-Jacques Willmar · Charles-Mathias Simons · Victor de Tornaco · Emmanuel Servais · Félix de Blochausen · Édouard Thilges · Paul Eyschen · Mathias Mongenast · Hubert Loutsch · Victor Thorn · Léon Kauffman · Émile Reuter · Peter Prüm · Joseph Bech · Pierre Dupong · Joseph Bech · Pierre Frieden · Pierre Werner · Gaston Thorn · Pierre Werner · Jacques Santer · Jean-Claude Juncker · Xavier Bettel · Luc Frieden
 Martin Bangemann ·  Ritt Bjerregaard ·  Emma Bonino ·  Leon Brittan ·  Hans van den Broek ·  Édith Cresson ·  João de Deus Pinheiro ·  Franz Fischler ·  Pádraig Flynn ·  Anita Gradin ·  Neil Kinnock ·  Erkki Liikanen ·  Manuel Marín ·  Karel Van Miert ·  Mario Monti ·  Marcelino Oreja ·  Christos Papoutsis ·  Jacques Santer ·  Yves Thibault de Silguy ·  Monika Wulf-Mathies
- Bibsys: 98022635
- Bibliothèque nationale de France: cb12520832j (data)
- Catàleg d'autoritats de noms i títols de Catalunya: 981058527030706706
- CiNii: DA09725782
- Gemeinsame Normdatei: 119255839
- International Standard Name Identifier: 0000 0001 1033 1565
- Library of Congress Control Number: no91021397
- Nationale Bibliotheek van Tsjechië: jn20000604790
- Nationale bibliotheek van Australië: 35549087
- Nationale Bibliotheek van Israël: 987007432511705171
- Nationale Bibliotheek van Polen: a0000001052842
- Nederlandse Thesaurus van Auteursnamen: 138889473
- Parlement.com: vi2jm6420hw1
- Réseau des bibliothèques de Suisse occidentale: 02-A003785299
- Système universitaire de documentation: 035462647
- Trove: 992234
- Virtual International Authority File: 114830175
- WorldCat: E39PBJyCJrhfwXQcjhDCjxCYT3